# Wilmar (Arkansas)
Pour les articles homonymes, voir Wilmar.
Wilmar est une ville située dans l’État américain de l'Arkansas, dans le comté de Drew.